# Klaus Panchyrz
Klaus Panchyrz (ur. 25 kwietnia 1963 roku w Bytomiu) – niemiecki kierowca wyścigowy.

## Kariera
Panchyrz rozpoczął karierę w wyścigach samochodowych w 1987 roku od startów w Niemieckiej Formule Ford 1600, jednak nie zdobywał punktów. Rok później w tej samej serii był czwarty. W późniejszych latach pojawiał się także w stawce Niemieckiej Formuły 3, Niemieckiej Formuły Opel Lotus, Trofeum Niemieckiej Formuły 3, Grand Prix Monako Formuły 3, Grand Prix Makau, Brytyjskiej Formuły 3, Formuły 3000 World Cup, Brytyjskiej Formuły 2, Pucharu Narodów Formuły Opel Lotus, Formuły 3000, Telekom D1 ONS ADAC Tourenwagen Cup, Deutsche Tourenwagen Cup oraz V8Star Germany.
W Formule 3000 Niemiec wystartował podczas rundy na Silverstone w sezonie 1993 z niemiecką ekipą Mönninghoff Racing. Nie był jednak klasyfikowany.